# Aer Lingus

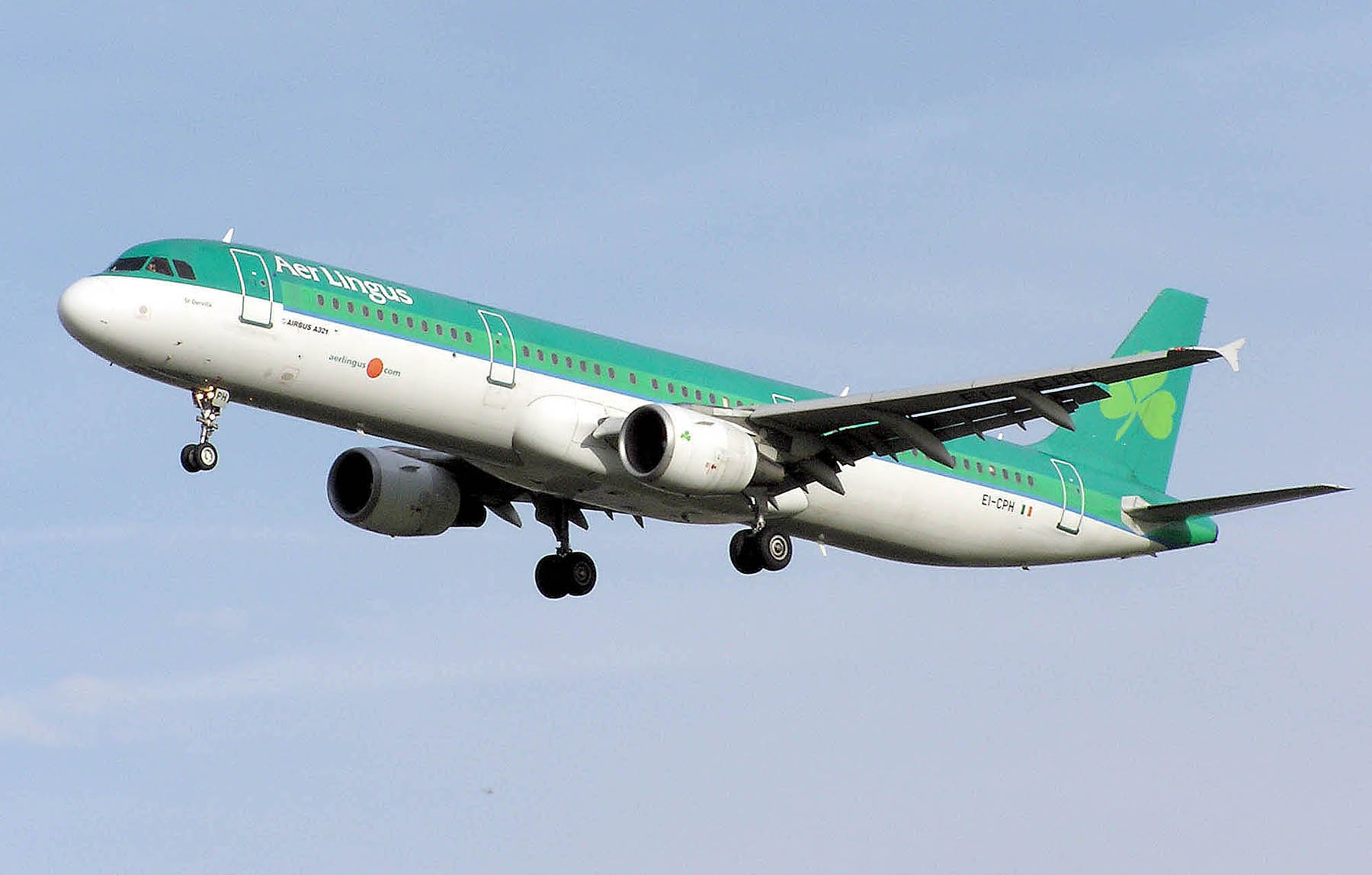
Airbus A321-200

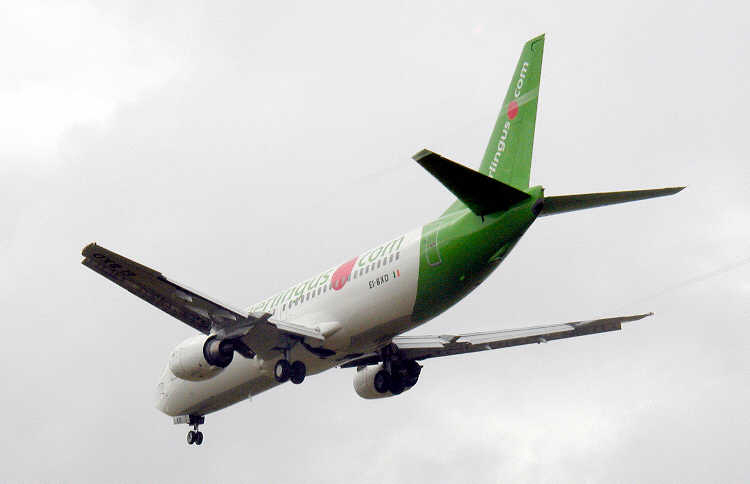
Boeing 737-400

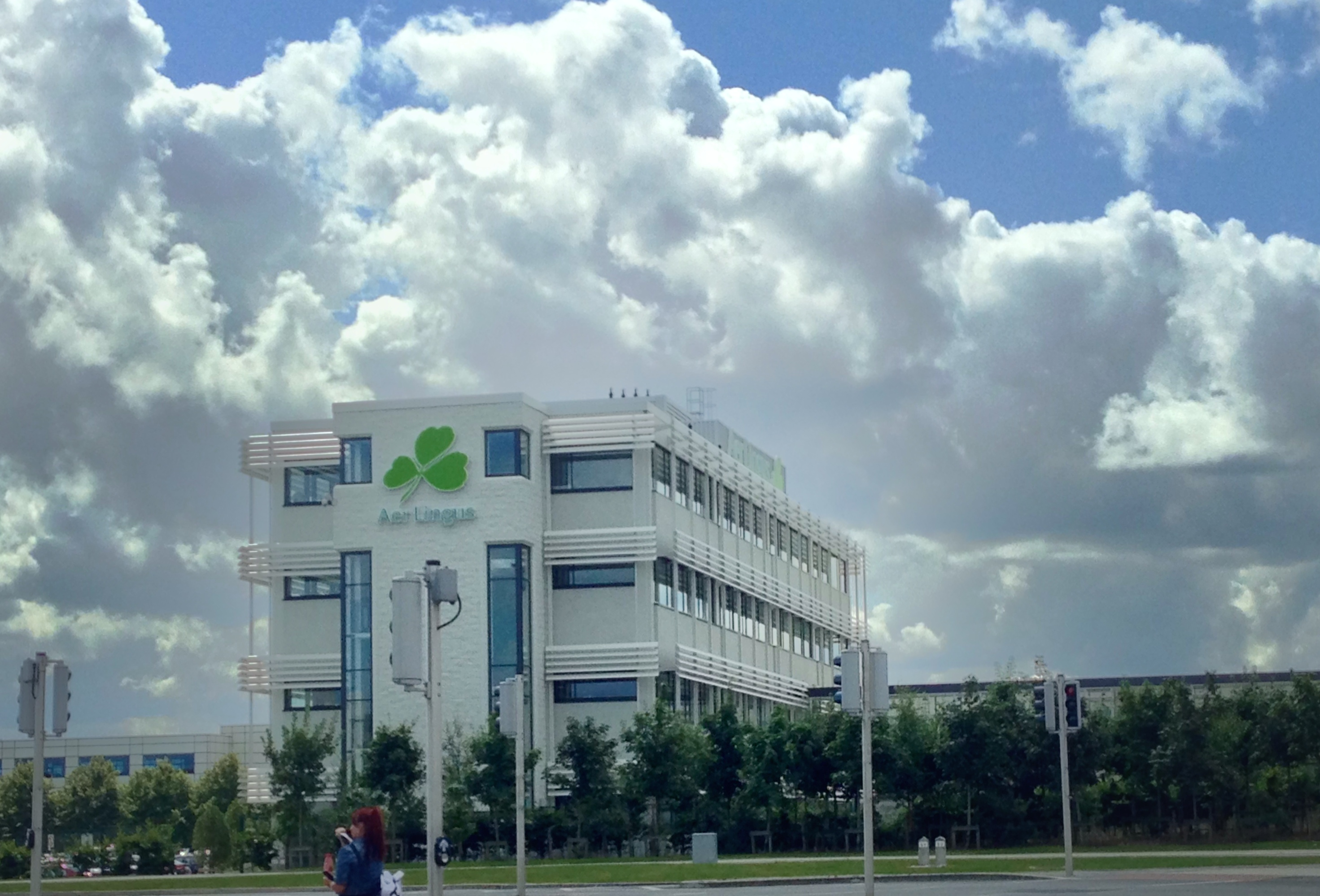
Seu d'Aer Lingus

Aer Lingus és l'aerolínia nacional de la República d'Irlanda, amb seu a Dublín. El seu logotip és un trèvol verd. Posseïx més de 40 aeronaus que cobrixen els serveis per Europa i Estats Units.
Va ser membre de l'aliança Oneworld des del 2000 fins al 2007 i realitza alguns vols en codi compartit amb Iberia LAE. S'ha convertit en una companyia de baix cost que opera a preus realment assequibles des de Madrid, Màlaga, Palma, Lanzarote, Fuerteventura, Gran Canària, Alacant, Tenerife, Bilbao, Barcelona, Santiago de Compostel·la, Sevilla, Dublín, Shannon, Cork i altres capitals d'Europa i els EUA. El 2015 va ser adquirida pel Grup IAG.

## Història

### Primers anys
Aer Lingus va ser fundada l'abril de 1936, amb un capital autoritzat de 100.000 lliures esterlines. A l'espera d'una legislació d'inversió pública a través d'una empresa matriu, Aer Lingus es va associar amb Blackpool i West Coast Air Services, les quals van aportar els diners per al primer avió i van operar amb Aer Lingus sota el nom comú "Irish Sea Airways". Aer Lingus Teoranta va ser registrada com a aerolínia el 22 de maig de 1936.
El nom, Aer Lingus és resultat de la transformació de la paraula de l'idioma irlandès Aer Loingeas que significa la flota de l'aire. El nom va ser proposat originalment per Richard F. O'Connor, que era topògraf del Comtat de Cork en aquell moment, i un entusiasta de l'aviació. Cinc dies després de ser fundada la línia aèria va començar el seu primer servei entre l'Aeròdrom de Baldonnel aDublín i Whitechurch a Bristol, Anglaterra, usant un biplà De Havilland  84 Dragon de sis passatgers (registre EI-ABI) (Foto) que va ser anomenat Iolar ' '(Àguila).
Aquest mateix any, l'aerolínia va adquirir el seu segon avió, un  De Havilland 86 Express (DH86A) batejat "Éire", un biplà de quatre motors amb capacitat per a 14 passatgers. Aquest avió va proporcionar el primer enllaç entre Dublín i Londres estenent el servei de Bristol a Croydon. Alhora, el DH84 Dragon es va utilitzar per inaugurar un servei Aer Lingus en la ruta Dublín-Liverpool.
L'aerolínia es va establir com a companyia aèria nacional sota la Llei de Navegació Aèria i Transport (1936). El1937, el govern irlandès va crear Aer Rianta (ara anomenada Autoritat Aeroportuària de Dublín), una companyia que assumeix la responsabilitat financera per a la nova aerolínia i tota la infraestructura d'aviació civil del país. L'abril de 1937, el Govern Irlandès esdevé propietària d'Aer Lingus via Aer Rianta.
El 1938 Iolar va ser reemplaçat per un de Havilland DH.89 Dragon Rapide i es va comprar un segon DH86B. Dos  Lockheed L-14s van arribar el 1939, els primers avions completament de metall d'Aer Lingus.
El gener de 1940, es va acabar un nou aeroport als suburbis de Dublín  Collinstown i Aer Lingus va traslladar les seves operacions en aquest emplaçament. Va comprar un nou Douglas DC-3 i es van inaugurar nous serveis a Liverpool i un servei intern a l'Shannon. Els serveis de l'aerolínia van ser escurçats durant la Segona Guerra Mundial per seguretat amb una única ruta a Liverpool o a l'Aeròdrom de Barton a Manchester.

### Expansió en la post guerra
El 9 de novembre de 1945, es van restablir els serveis regulars amb un vol inaugural a Londres. Des de llavors, els avions d'Aer Lingus, la majoria Douglas DC-3, van ser repintats amb els colors platejat i verd, i es van introduir els primers assistents de vol de l'aerolínia. El 1946, un nou acord Anglo-Irlandès va donar a Aer Lingus l'exclusivitat del tràfic del Regne Unit a canvi d'una participació del 40% per BOAC i British European Airways (BEA). A causa del creixement d'Aer Lingus, l'aerolínia va comprar set nous avions Vickers Viking el 1947. No obstant això, aquests van demostrar ser poc rendibles i van ser venuts ràpidament.
El 26 de febrer de 1947, va néixer Aerlínte Éireann, amb el propòsit de realitzar vols transatlàntics a Boston i Nova York des d'Irlanda. Van encarregar tres nous Lockheed Constellation, però el canvi de govern i una crisi financera van impedir que el servei comencés. El nouvingut Eamon De Valera, Taoiseach (Primer Ministre), del partit Fianna Fáil, no era un entusiasta del vol i va pensar que creuar l'Atlàntic era un pla massa gran per a una petita aerolínia d'un petit país com Irlanda. Els Constellation van ser venuts a BOAC. Al final de la dècada de 1940 i principis de 1950, Aer Lingus va introduir noves rutes a Brussel·les, Amsterdam i Roma. A causa de l'expansió de les rutes, l'aerolínia va arribar a ser una de les primeres a sol·licitar avions  Vickers Viscount 700 el 1951, posats en servei l'abril de 1954. El 1956, Aer Lingus va introduir un nou estil visual en els avions, amb verd per sobre de les finestres, blanc per sota d'aquestes i una bandera irlandesa a cada ala.

### Primer servei transatlàntic

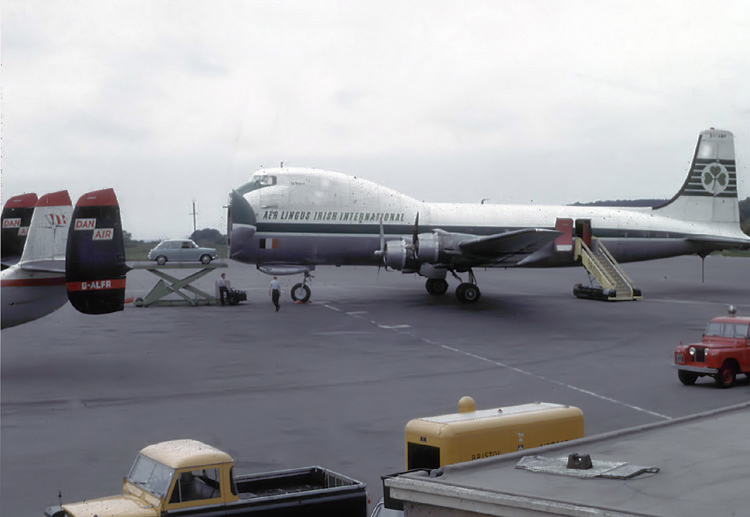
Aer Lingus va utilitzar el vaixell de càrrega d'automòbils Carvair amb poc èxit econòmic.

El 28 d'abril de 1958, Aerlínte Éireann va realitzar el primer servei transatlàntic des de Shannon a Nova York. Es van utilitzar tres Lockheed Super Constellation per al servei que es realitzava amb una freqüència de tres vegades per setmana. Els avions van ser arrendats per l'aerolínia estatunidenca Seaboard World Airlines. Aquest acord va continuar fins a l'1 de gener de 1960 quan Aerlínte Éireann es va rebatejar com Aer Lingus (Aerolínia Internacional Irlandesa). Aer Lingus va entrar en l'era dels Jets el 14 de desembre de 1960 quan va obtenir tres Boeing 720-048 per al seu ús en la ruta a Nova York, així com per al seu nou destí, Boston. El Boeing 720 va demostrar ser un èxit per l'aerolínia en rutes transatlàntiques.
El 1963, Aer Lingus va incorporar a la seva flota un Carvair. Amb aquest avió, es podia transportar cinc cotxes carregant-los en el fuselatge a través del frontal de l'avió. El Carvair va demostrar ser poc rendible per a l'aerolínia, en part a causa augment dels serveis de ferri per mar, i l'avió va ser utilitzat posteriorment per a altres serveis de càrrega. A partir de juny de 1964, Aer Lingus va començar a substituir els 720 per un avió més gros, el Boeing 707-348C.

### Els avions JET
La conversió de la flota europea a l'equipament del jet va començar en 1965 quan BAC 1-11 va començar els serveis des de Dublín i Cork a París i via Manchester a Amsterdam, Copenhaguen, Düsseldorf i Frankfurt del Main. Es va adoptar un nou estil visual aquest mateix any amb un gran trèvol verda a l'aleta i el nom "Aer Lingus - Irlanda Internacional", just sobre les finestres de l'avió. En 1966, la resta de la companyia compartida per Aer Rianta va ser transferida al  Ministeri de Finances.
En 1966, es van inaugurar les rutes de Shannon a Mont-real i el cap Chicago.
En 1968, van començar els vols des de Belfast a Irlanda del Nord cap a Nova York. El servei aviat es va suspendre a causa del començament de  problemes a la zona. 1969 va veure la introducció del Boeing 737 a la flota d'Aer Lingus per fer front a l'alta demanda de vols entre les ciutats de Dublín i Londres. Posteriorment, Aer Lingus va estendre els vols del 737 a tota la seva xarxa  europea.

### Dècades 1970-1990

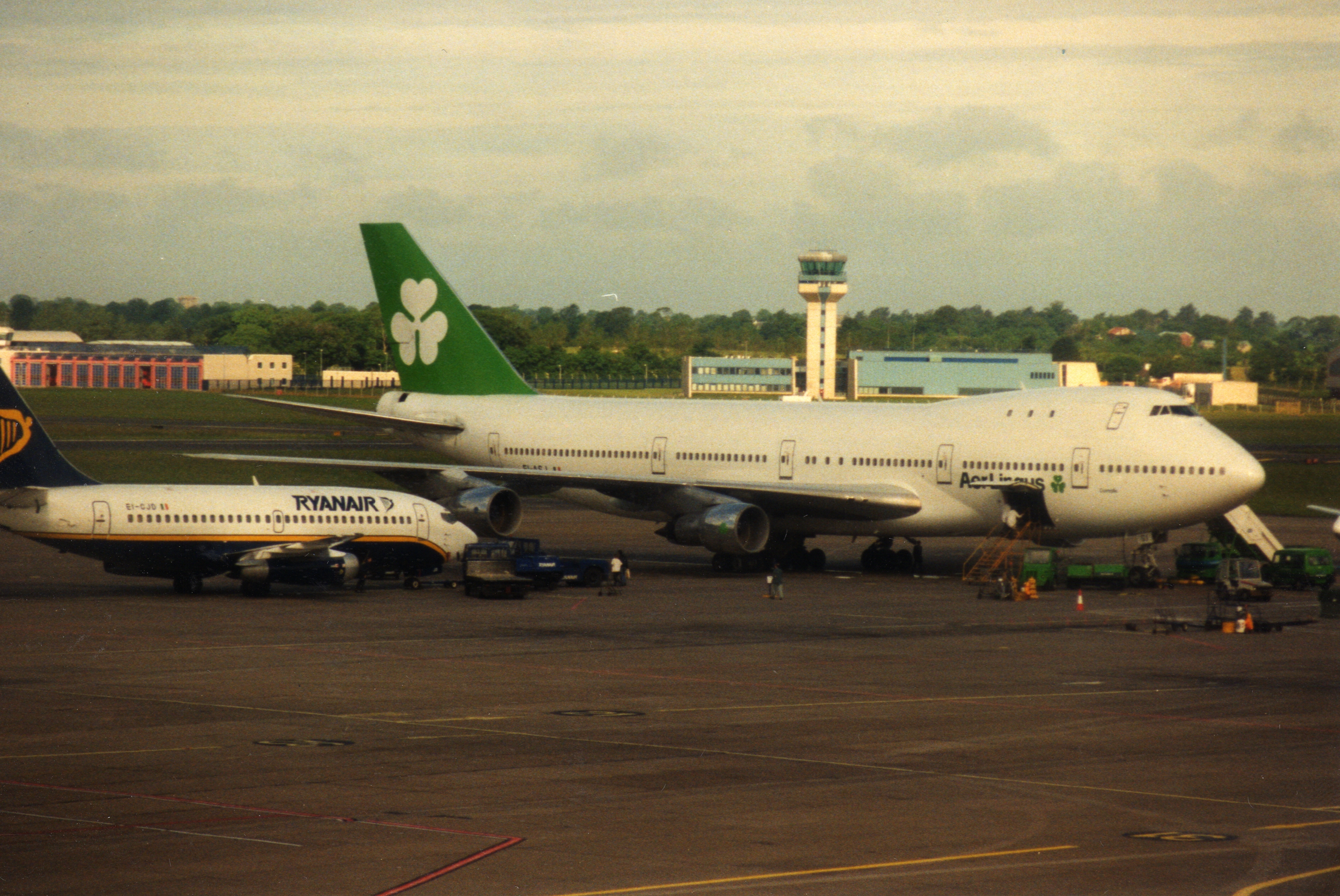
Aer Lingus Boeing 747 -100 (1994).

En 1970, Aer Lingus va adquirir dos Boeing 747-148 per al seu ús en rutes transatlàntiques. Més tard, es va afegir un tercer avió a la flota però un d'ells va ser arrendat perquè, al principi, no era rendible per a la companyia volar 747s a través de l'oceà Atlàntic. En 1974, l'estil visual va tornar a canviar, desapareixent la paraula Internacional del fuselatge dels avions d'Aer Lingus. El nou estil incloïa dos tons diferents de blau i un gris, més el trèvol blanc en l'ala de la cua.
Al setembre de 1979, Aer Lingus va esdevenir la primera aerolínia amb excepció de Alitalia que era utilitzada pel Papa Joan Pau II. El pontífex va volar a bord d'un Boeing 747 (EI-ASI o St Patrick) especialment modificat des de Roma a Dublín i posteriorment des de Shannon a Boston. Al començament de la dècada de 1980, els 707 van ser retirats.
En 1984, es va formar una companyia subsidiària anomenada Aer Lingus Commuter, que va permetre a Aer Lingus a ciutats més grans a Irlanda i Gran Bretanya en què el temps de vol fa innecessari l'ús de jets. Aquests serveis es realitzaven principalment amb cinc dels Short 360 després de realitzar proves amb el Shorts 330. Sobre la mateixa època, Aer Lingus va comprar la major part de les accions de l'aerolínia de càrrega Aer Turas, propietària d'alguns jets de càrrega Douglas DC-8.

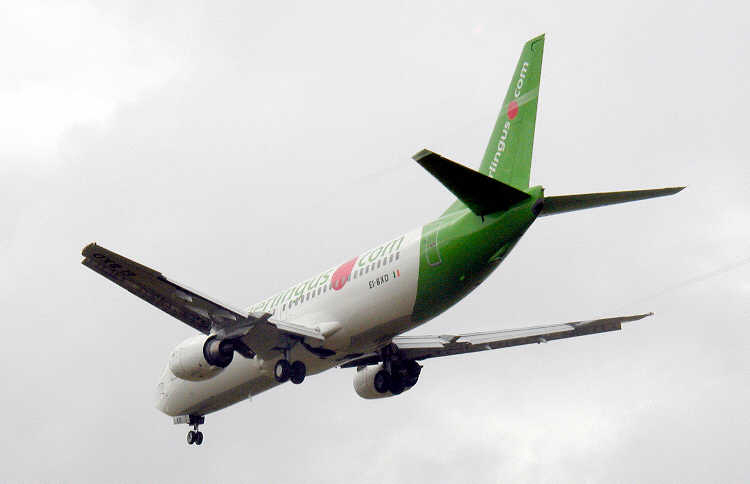
Boeing 737-400.

Entre 1987 i 1989, va arribar un nou Boeing 737 per reemplaçar els models més vells, i es van incorporar 6 Fokker 50 a la flota Commuter. Durant 1990, després de la desregulació de la llei per a la indústria de les aerolínies a Irlanda, Aer Lingus va haver de reconsiderar les seves polítiques operacionals. El BAC 1-11 va ser substituït per 5 nous 737. En 1991, es van incorporar 4 Saab 340 a la divisió Commuter per reemplaçar els avions Shorts 360. En 1992, Aer Lingus va reemplaçar la flota 737-200 i es va convertir en el primer operador al món amb les tres versions de la segona generació 737. Aquestes eren les sèries -300, -400 i -500, encara que la -300 no va durar molt en el servei d'Aer Lingus.

#### Operacions amb Airbus
El 1994, Aer Lingus va començar a oferir serveis de vol directe entre Dublín i els Estats Units utilitzant l'Airbus A330 i al maig d'aquest any va realitzar el primer servei amb l'A330 ETOPS en la ruta de l'Atlàntic nord. Això va conduir a l'eliminació progressiva del Boeing 747 i del successor Boeing 767-300ER. El 2 d'octubre de 1995, el servei del Boeing 747 va cessar les operacions després de 25 anys de servei. Per aquell temps, al voltant de 8 milions de persones havien viatjat a través de l'Atlàntic en Aer Lingus Boeing 747.
A finals de la dècada de 1990, Aer Lingus va tornar a Belfast amb un servei a Nova York via Shannon. També es va afegir com a destinació l'Aeroport Internacional Llibertat de Newark en Nova Jersey. Des de llavors els vols s'han suspès.
L'1 de febrer de 2001, Aer Lingus Commuter va tornar a introduir-se en l'operació principal. Després dels atemptats de l'11 de setembre de 2001, el negoci d'Aer Lingus es va reduir considerablement. Es va realitzar una retallada de personal, es van eliminar destinacions i la flota va ser reduïda. L'aerolínia ha resistit la tempesta i de nou, té beneficis - això s'ha demostrat amb una estratègia per baixar els costos bàsics de l'aerolínia, actualitzar la flota amb moderns Airbus i desenvolupant noves rutes a destinacions europees principals (Aer Lingus havia descuidat prèviament gran part del continent europeu en favor dels Estats Units i de les destinacions britànics). Actualment, s'estan posicionant com a competidor de les aerolínies europees de baix cost, com ara Ryanair, easyJet,  Volare i Germanwings, mentre que ofereixen vols intercontinentals. Els vols en classe Business i les provisions del recorregut per a vols de curt recorregut s'han eliminat.

### Opa
El maig de 2015 l'empresa va rebre una Oferta pública d'adquisició (OPA) per part del grup IAG, propietari d'Iberia, Vueling i British Airways, per un import de 1.400 milions d'euros. La companyia va ser integrada dins del grup IAG l'agost de 2015, després d'adquirir el 29,8% de participacions de la companyia.

## Flota

### Flota actual
Tots els avions d'Aer Lingus porten el nom d'un sant irlandès. La flota d'Aer Lingus consisteix exclusivament d'avions Airbus
La seva flota està composta per: 
- Airbus: A320; A321; A330; A319

### Flota històrica[4]
Històricament Aer Lingus ha operat amb diversos tipus d'avió.
- BAC One-Eleven 208
- Boeing 707
- Boeing 720
- Boeing 737
- Boeing 747
- Fokker F27
- Lockheed L-1049 Super Constellation
- Vickers Viscount